# Torchbearer
A Torchbearer svéd metalegyüttes. Melodikus death metalt, thrash metalt és black metalt játszanak. 2003-ban alakultak Norrboten megyében. A név „fáklyahordozót” jelent.

## Tagok
- Christian Alvestam – gitár, éneklés (2003 –)
- Par Johansson – éneklés (2003 –)
- Patrik Gardberg – gitár (2006 –)
- Thomas "PLEC" Johannson – basszusgitár (2010 –)

## Diszkográfia
- Yersinia Pestis (2004)
- Warnaments (2006)
- Death Meditations (2011)